# ويليام ميلر جنكينز
ويليام ميلر جنكينز (بالإنجليزية: William Miller Jenkins)‏ هو محامي وسياسي أمريكي، ولد في 25 أبريل 1856 في ألايانس في الولايات المتحدة، وتوفي في 19 أكتوبر 1941 في سابولبا في الولايات المتحدة. حزبياً، نشط في الحزب الجمهوري. وقد انتخب Governor of Oklahoma Territory ‏ (15 أبريل 1901 – 30 نوفمبر 1901).